# Antigenész
Antigenész (görögül Aντιγένης, meghalt Kr. e. 316-ban) II. Philipposz makedón király és annak fia, Nagy Sándor hadvezére volt.
Kr. e. 340-ben Perinthosz ostrománál elvesztette az egyik szemét. 
Nagy Sándor elitalakulata, az Ezüstpajzsosok (argüraszpideszek) egyik parancsnoka volt. Miután Nagy Sándor Kr. e. 323-ban meghalt, Antigenész Szúsza satrapája lett. Nagy Sándor hadvezéreinek küzdelmében Eumenész oldalára állt. Amikor Kr. e. 316-ban Eumenész vereséget szenvedett, Antigenész ellensége, Antigonosz kezébe került, aki élve elégettette.